# French 75

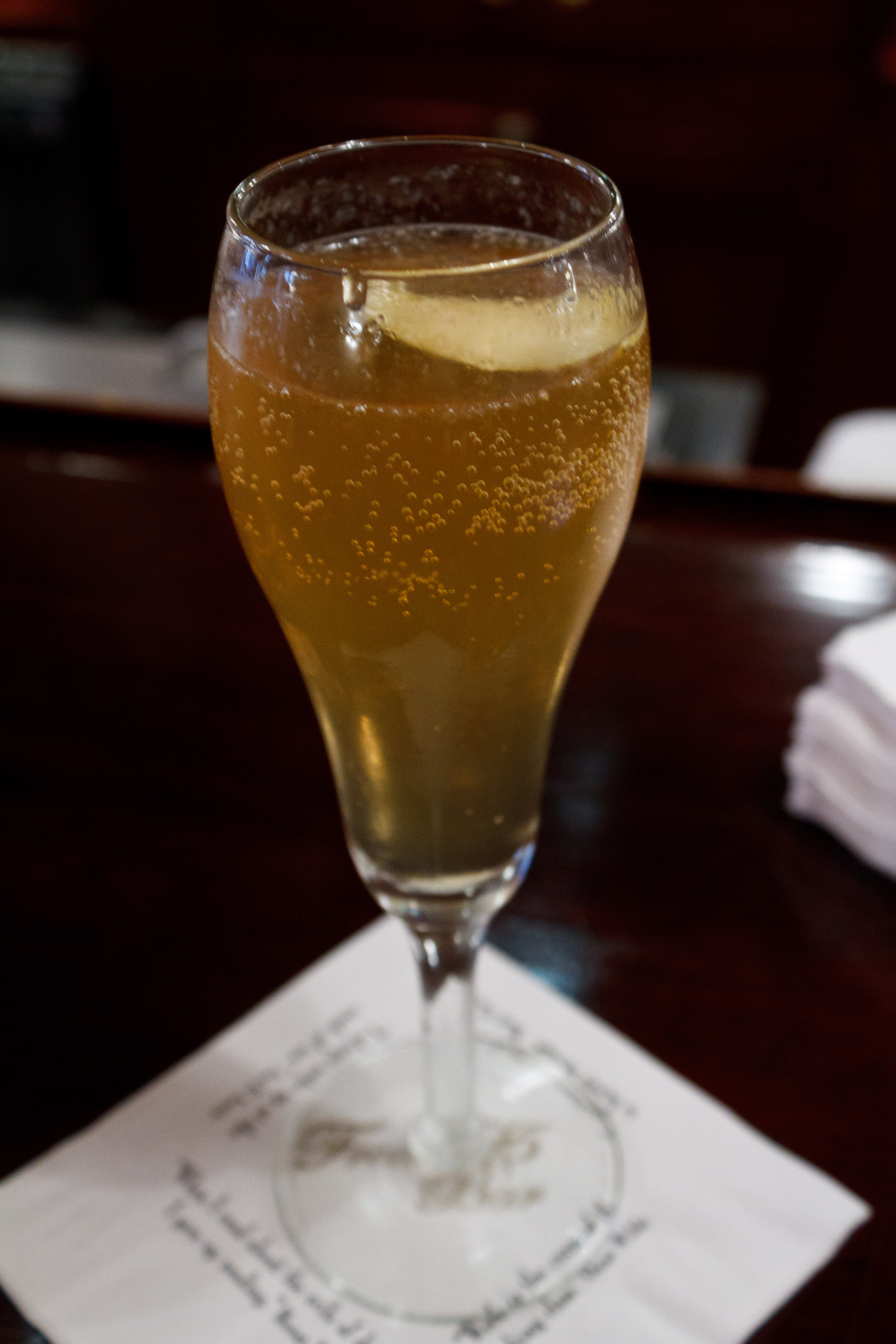
French 75

Der French 75 (auch englisch Seventy-Five oder französisch Soixante Quinze) ist ein alkoholhaltiger Cocktail aus Gin, Champagner und Zitronensaft.

## Geschichte
Mischungen aus Spirituosen und Champagner waren bereits unter amerikanischen und französischen Piloten der Luftwaffe des Ersten Weltkriegs beliebt. Erstmals schriftlich erwähnt wurde der Cocktail im Jahr 1922 im Buch ABC of Mixing Cocktails und war zunächst als „75“ bekannt. Als Erfinder des 75 gilt Harry MacElhone, der Gründer der Harry’s New York Bar in Paris. In den Goldenen Zwanzigern erfreute sich der Drink großer Beliebtheit. Im Jahr 1930 wurde der Drink dann erstmals schriftlich als French 75 bezeichnet.
Benannt ist der French 75 nach einem bekannten französischen Geschütz, welches im Ersten Weltkrieg zum Einsatz kam und seinen Namen dem 75-mm-Kaliber verdankt. Der Bezug zum Geschütz soll die durch die Zutaten bedingte stark alkoholisierende Wirkung des Drinks verdeutlichen.

## Zubereitung und Variationen
Wie viele Cocktails entwickelte sich die Zubereitung im Laufe der Jahre. In den ersten Rezepten wurde der „75“ noch mit Gin und Calvados oder Brandy sowie Grenadine oder Absinth zubereitet. Erst Im Jahr 1927 taucht ein Rezept auf, in welchem der Brandy durch Champagner und Grenadine bzw. Absinth durch Zitronensaft ersetzt wurden, womit die Rezeptur der noch heute üblichen Zubereitung entsprach.
Die International Bartenders Association (IBA) führt den French 75 in ihrer Liste der Offiziellen IBA Cocktails in der Kategorie Contemporary Classics (etwa: zeitgenössische Klassiker) und empfiehlt als Zutaten 3 cl Gin, 1,5 cl Zitronensaft, 2 Dashes (Spritzer) Zuckersirup und 6 cl Champagner. Alle Zutaten bis auf den Champagner werden in einen Cocktail-Shaker gegeben, auf viel Eis geschüttelt und anschließend in ein vorgekühltes Champagnerglas abgeseiht. Anschließend wird der Champagner hinzugegeben und der Drink leicht umgerührt.
Teilweise in Anlehnung an die historische Zusammensetzung des Drinks existieren weitere Variationen. So wird der French 76 mit Wodka statt Gin zubereitet, der French 68 mit Calvados und Brandy anstatt des Gins.